# Джош Вест
Джош Вест  (англ. Josh West; нар. 25 березня 1977) — британський веслувальник, олімпійський медаліст.

## Виступи на Олімпіадах
| Олімпіада  | Дисципліна                     | Місце |
| ---------- | ------------------------------ | ----- |
| Афіни 2004 | вісімка розстібна зі стерновим | 9     |
| Пекін 2008 | вісімка розстібна зі стерновим | 2     |